# منى هياج
منى هياج مهندسة ذات أصول مصرية، وأول مسلمة تقود وحدة صواريخ في القوات الأسترالية، كما تشغل منصب المستشار الإسلامي لرئيس البحرية، وفقًا لصحيفة هافيغتون بوست. وعلقت هياج على تلك الخطوة خلال حوارها مع موقع mvslim: «بأن إيمانها قبل كل شيء هو من جلب لها السلام الداخلي والإخلاص في النية بجانب تمسكها بالصلاة، مشيرة إلى أن كل هذه الأمور هي ما قادتها إلى ذلك النجاح الكبير. وعن المشكلات التي واجهتها كامرأة عربية مسلمة، لم تنكر التحديات التي واجهتها في ذلك الأمر، مؤكدة أن هذا يُعد تحديًا كبيرًا لها ولجميع المسلمين في المجتمعات الغربية، والذين يسعون لتصحيح الصورة المغلوطة لدى الدول الغربية ونقل الصورة الإيجابية عن المجتمعات العربية بشكل عام والمسلمة بشكل خاص.»

## دراستها
هاجرت منى هياج مع عائلتها إلى أستراليا في سن الثالثة، وتُوفي والدها عندما كانت تبلغ 14 عامًا. وحصلت على شهادة بكالوريوس هندسة الأسلحة في سن الثالثة والعشرين. وتدرجت في العديد من المناصب إلى أن وصلت إلى أعلاها في القوات البحرية الملكية الأسترالية التي تم تعينها قبل فترة.